# Folio théâtre
Pour les articles homonymes, voir Folio.

Logo de la collection depuis 2005

Folio théâtre est une collection d'œuvres théâtrales démarrée en 1993 par les éditions Gallimard. Cette collection est dirigée par Jean-Yves Tadié.

## Description
La collection est vouée à l'édition d'œuvres théâtrales internationales classiques et contemporaines. Chaque volume est numéroté (La collection suit sa propre numérotation) et se compose d'une préface, du texte (traduction française, version bilingue, version reprise par l'auteur...) d'un commentaire, d'une histoire de la mise en scène et d'analyses critiques. On retrouve quelquefois la distribution des rôles de la première représentation.

## Charte graphique

### 1993 - 2005
La collection présente une couverture blanche avec une illustration en partie haute suivie du nom de l'auteur, du titre (éventuellement du sous-titre, l'auteur de l'édition et enfin le logo de la collection.

### Depuis 2005
À l'occasion de la sortie du no 92 (Les Fâcheux de Molière), la collection change sa charte. On retrouve l'œuvre picturale en haut mais sur toute la largeur du livre et sur la moitié supérieure. Le logo de la collection est modifié et intégré au centre-gauche de la couverture. Les indications suivantes ne changent pas. Le tiers bas de la tranche est rouge avec le numéro de l'œuvre dans la collection Folio théâtre.